# Adriano Maleiane
Adriano Afonso Maleiane (Matola, 6 de novembro de 1949) é um economista e político moçambicano, atual primeiro-ministro de Moçambique.

## Biografia
Maleiane completou o ensino primário na Matola em 1960 e realizou o ensino técnico-profissional na Beira em 1965. Recebeu o diploma de contabilista no Instituto Comercial de Maputo, em 1978.
Em 1989, obteve a licenciatura em economia pela Universidade Eduardo Mondlane e em 1998 o mestrado em economia financeira pela Universidade de Londres.
Maleiane teve uma longa carreia em cargos de direcção nos sectores financeiro e privado. Foi Governador do Banco de Moçambique entre 1991 e 2006, depois do qual trabalhou no sector privado, sendo Presidente do Conselho de Administração (PCA) da Malefinanceiro, Visabeira, Sasol Moçambique, Maleseguros, Tongaat Hulett e Banco Nacional de Investimento (BNI).
Em Janeiro de 2015 foi nomeado Ministro da Economia e Finanças, cargo que manteve até à sua exoneração em 3 de Março de 2022 e posterior nomeação como Primeiro-Ministro.
Esteve envolvido na controvérsia sobre as Dívidas Ocultas que foram ilegalmente contraídas no mandato do seu predecessor Manuel Chang. Maleiane começou por negar a existência dessas dívidas em Abril de 2016, mas teve de as reconhecer em Maio. Acabou como declarante no julgamento dessas dívidas que teve lugar na Prisão de Máxima Segurança na Matola em Fevereiro de 2022.